# Zeche Jupiter
Die Zeche Jupiter in Witten (Ortsteil Bommerholz-Muttental) ist ein ehemaliges Steinkohlenbergwerk. Die Zeche war auch unter den Namen Zeche Jupiterbank, Zeche Jupiter Bank, Zeche Juppiter und Zeche Jupiter I & II bekannt. Die Zeche befand sich im Bereich der Rauendahlstraße östlich der Bockampstraße. Das Bergwerk gehörte in der zweiten Hälfte des 19. Jahrhunderts zum Märkischen Bergamtsbezirk und dort zum Geschworenenrevier Hardenstein.

## Geschichte

### Die Anfänge
Bereits im Jahr 1768 wurde das Bergwerk in den Unterlagen genannt. Im Jahr 1783 wurde die Mutung für eine Kohlenbank eingelegt. Diese Kohlenbank erstreckte sich vom Feld Fortuna aus in nördlicher Richtung. Als Muter traten auf Johann Oberste Frielinghaus und sein Bruder Henrich Johann Oberste Frielinghaus. Außerdem wurde eine Mutung auf den Stollen Jupiter eingelegt. Im Jahr 1787 wurde das Bergwerk in der Niemeyerschen Karte aufgeführt. Am 14. Juni des Jahres 1788 wurde ein Längenfeld für den Abbau im Flöz Mausegatt verliehen. Am 1. Oktober des Jahres 1789 wurde ein Längenfeld östlich vom Muttental als Erweiterung verliehen. Im Anschluss daran waren die Felder Jupiterbänke 1 und Jupiterbänke 2 in Abbau. Um das Jahr 1790 ließen die Brüder Oberste Frielinghaus und der Geschworene in den beiden Flözen Jupiter 1 (Kreftenscheer) und Mausegatt Kohlen abbauen. Der Abbau erfolgte über den Stollen vom Tal aus. Allerdings gab es, bedingt durch schlechte Transportwege, Probleme mit Verkauf der Kohlen. Im Jahr 1796 war die Zeche bereits wieder außer Betrieb. Danach blieb das Bergwerk für längere Zeit außer Betrieb.

### Die weiteren Jahre
Am 6. Oktober des Jahres 1845 wurde die Zeche Fortuna wieder in Betrieb genommen. Das Grubenfeld wurde über ein Flügelort des St.-Johannes-Erbstollens gelöst. Das Grubenwasser floss über den Erbstollen zur Ruhr ab und ermöglichte so einen Betrieb des Bergwerks, ohne dass das Grubenwasser abgepumpt werden musste. Noch im selben Jahr wurde ein Querschlag aus dem östlichen Stollen der Zeche Fortuna aufgefahren. Außerdem wurde im Jahr 1847 zusammen mit der Zeche Fortuna ins Osten der seigere Schacht Juno abgeteuft. Der Schacht wurde auch Schacht Jonas genannt. Die Kosten für die Teufarbeiten wurden von beiden Bergwerken gemeinsam erbracht. Der Schacht wurde zunächst bis auf eine Teufe von 20 Metern abgeteuft. Die Förderung erfolgte über einen Handhaspel, der von zwei Haspelknechten bedient wurde. Im Jahr 1850 wurde vermutlich im Grubenfeld der Zeche Fortuna abgebaut. Im Jahr 1852 wurde ein Vertrag mit der Zeche Fortuna ins Osten geschlossen, durch diesen Vertrag wurde es möglich, den seigeren Schacht Juno der Zeche Fortuna ins Osten gegen Kostenerstattung mitzubenutzen. Der Schacht Juno hatte eine Teufe von 9,5 Lachtern. Zu diesem Zeitpunkt bestand noch eine Verbindung mit einem Flügelort des St. Johannes Erbstollen. In den Jahren 1854, 1855 und 1857 war die Zeche Jupiter nachweislich in Betrieb, für das Jahr 1855 gibt es jedoch keine Förder- und Belegschaftsangabe. Es waren drei Flöze mit Mächtigkeiten von 60, 50 und 32 Zoll in Verhieb.
Im Jahr 1856 wurde der Schacht Juno erweitert und um 21 Meter tiefer geteuft. Der Schacht reichte nun bis zur Erbstollensohle des St.-Johannes-Erbstollen. Im selben Jahr wurde der Handhaspel gegen einen Pferdegöpel ausgetauscht. Mit diesem Göpel konnten nun eine Nutzlast von sechs Scheffel Kohle gefördert werden. Am 20. Mai des Jahres 1862 konsolidierte die Zeche Jupiter mit anderen Zechen unterhalb der Erbstollensohle zur Zeche Vereinigte Bommerbänker Tiefbau. In den Jahren 1863 und 1865 war die Zeche in Betrieb. Im Jahr 1867 wurde die Zeche Jupiter erneut stillgelegt. Am 28. September des Jahres 1871 wurde für die Zeche Glücksstern ein Betriebsplan eingereicht. Dieser Betriebsplan galt gemeinsam für die Zechen Glücksstern, Saturn und Jupiter, kurz darauf erfolgte die Wiederinbetriebnahme. Im Jahr 1875 war die Zeche Jupiter zunächst noch in Betrieb, im Laufe des Jahres wurde das Bergwerk in Fristen gelegt. Im Jahr 1880 wurde das Bergwerk wieder in Betrieb genommen, die Lösung erfolgte aus dem Feld Glücksstern. Ab dem Dezember des Jahres 1883 wurde die Zeche Jupiter erneut in Fristen gelegt und im Frühjahr des darauffolgenden Jahres wieder in Betrieb genommen. Im darauffolgenden Jahr wurde der Betrieb an Schacht Juno ganz eingestellt. Am 31. Dezember des Jahres 1887 wurde die Zeche Jupiter erneut stillgelegt.

### Der weitere Betrieb
Im Jahr 1934 übernahm die Neugewerkschaft Jupiter den Stollen. Am 26. Mai desselben Jahres wurde die Zeche Jupiter wieder in Betrieb genommen. Zunächst wurde Stollenbau in der ehemaligen Berechtsame von Fortuna ins Osten betrieben. Der Stollen wurde im Flöz Geitling aufgefahren. Der Abbaubereich befand sich weiter südlich des früheren Abbaugebietes. Die Bewetterung der Grubenbaue erfolgte über eine Lutte, über die mittels Ventilator frische Wetter bis vor Ort geblasen wurden. Für den Betrieb der Druckluftwerkzeuge war über Tage ein Kompressor in Betrieb. Zunächst wurde ein alter Stollen aufgewältigt, anschließend wurde ein Schacht abgeteuft. Zusätzlich nahm man den Schacht Juno wieder in Betrieb. In der nachfolgenden Zeit kam es zur Konsolidation der beiden Längenfelder Jupiter I, Jupiter II und Upsala I + II zur Zeche Jupiter. Die Berechtsame umfasste zu diesem Zeitpunkt eine Fläche von sechs Quadratkilometern. Es wurde eine Ladebühne an der Jupiterstraße errichtet. Die gefüllten Förderwagen wurden über Tage über einen Kreiselkipper entleert. Unter den Kreiselkipper konnte ein Lastkraftwagen rückwärts in der Verladebucht abgestellt werden. Durch die Schüttöffnung des Kreiselkippers fielen die Kohlen aus dem Förderwagen direkt auf die Ladefläche des Lastkraftwagens. Im Jahr 1945 war das Bergwerk vom April bis Mitte Juli stillgelegt. Im Jahr 1946 wurde begonnen, einen tonnlägigen Schacht bis ins Flöz Finnefrau abzuteufen. Der Schachtansatzpunkt befand sich im Muttental unterhalb der Rauentalstraße. Im Jahr 1948 wurde bei einer Teufe von 120 Metern die Fördersohle angesetzt. Im selben Jahr wurde am 9. November ein weiteres Grubenfeld verliehen. Im Jahr 1950 ereignete sich auf der Zeche Jupiter ein Grubenunglück, am 21. Juni war es zu einem Schachteinsturz gekommen, dabei verloren drei Bergleute ihr Leben. Am 31. Oktober des Jahres 1950 wurde die Zeche Jupiter erneut stillgelegt und am 27. November desselben Jahres umbenannt in Zeche Muttental.

### Förderung und Belegschaft
Auf dem Bergwerk wurden nur Esskohle abgebaut. Die ersten bekannten Förderzahlen des Bergwerks stammen aus dem Jahr 1846, damals wurden 6644 Scheffel Steinkohle gefördert. Die ersten bekannten Belegschaftszahlen stammen aus dem Jahr 1847, damals wurden mit 6 bis 16 Bergleuten 29.975 Scheffel Steinkohle gefördert. Im Jahr 1867 wurden 13.824 Scheffel Steinkohle gefördert. Im Jahr 1874 wurden mit vier Bergleuten 793 Tonnen Steinkohle gefördert. Im Jahr 1881 wurden von fünf Bergleuten 1080 Tonnen Steinkohle gefördert. Im Jahr 1883 förderten fünf Bergleute 1290 Tonnen Steinkohle. Im Jahr 1885 Förderrückgang auf 895 Tonnen Steinkohle, diese Förderung wurde von vier Bergleuten erbracht. Im Jahr 1887 wurden von drei Bergleuten 735 Tonnen Steinkohle gefördert. Im Jahr 1935 wurde von 33 Bergleuten 11.300 Tonnen Steinkohle gefördert. Die maximale Förderung der Zeche wurde 1936 mit 50 Bergleuten erbracht, es wurden 17.764 Tonnen Steinkohle gefördert. Im Jahr 1940 Rückgang der Förderung auf 3240 Tonnen, diese Förderung wurde von sechs Bergleuten erbracht. Im Jahr 1945 wurden von 23 Bergleuten 3150 Tonnen Steinkohle gefördert. Die letzten Förder- und Belegschaftszahlen des Bergwerks stammen aus dem Jahr 1949, in dem mit 80 Bergleuten 12.000 Tonnen Steinkohle gefördert wurden.

## Bilder der Verladeanlage

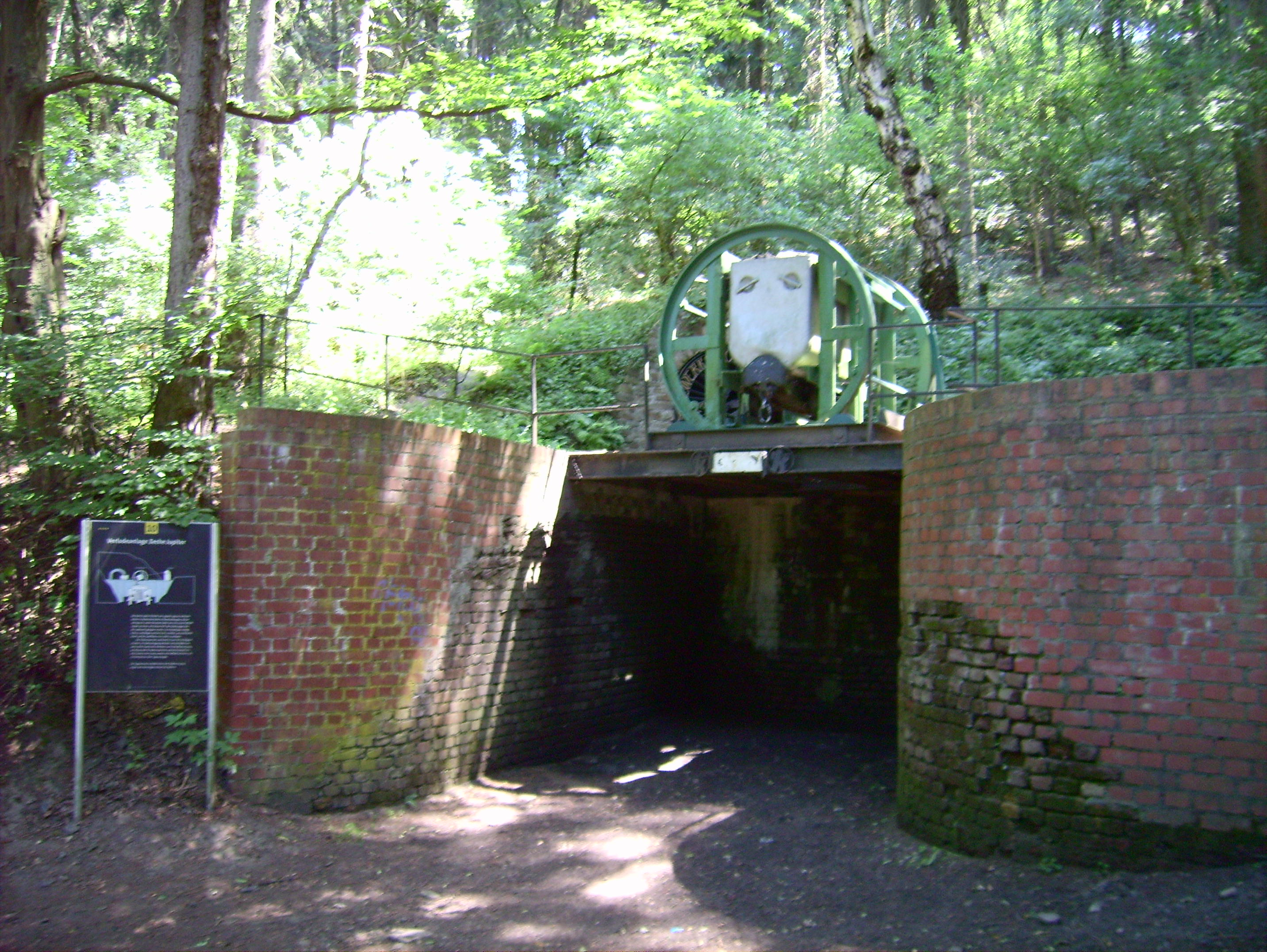
Verladeanlage der Zeche
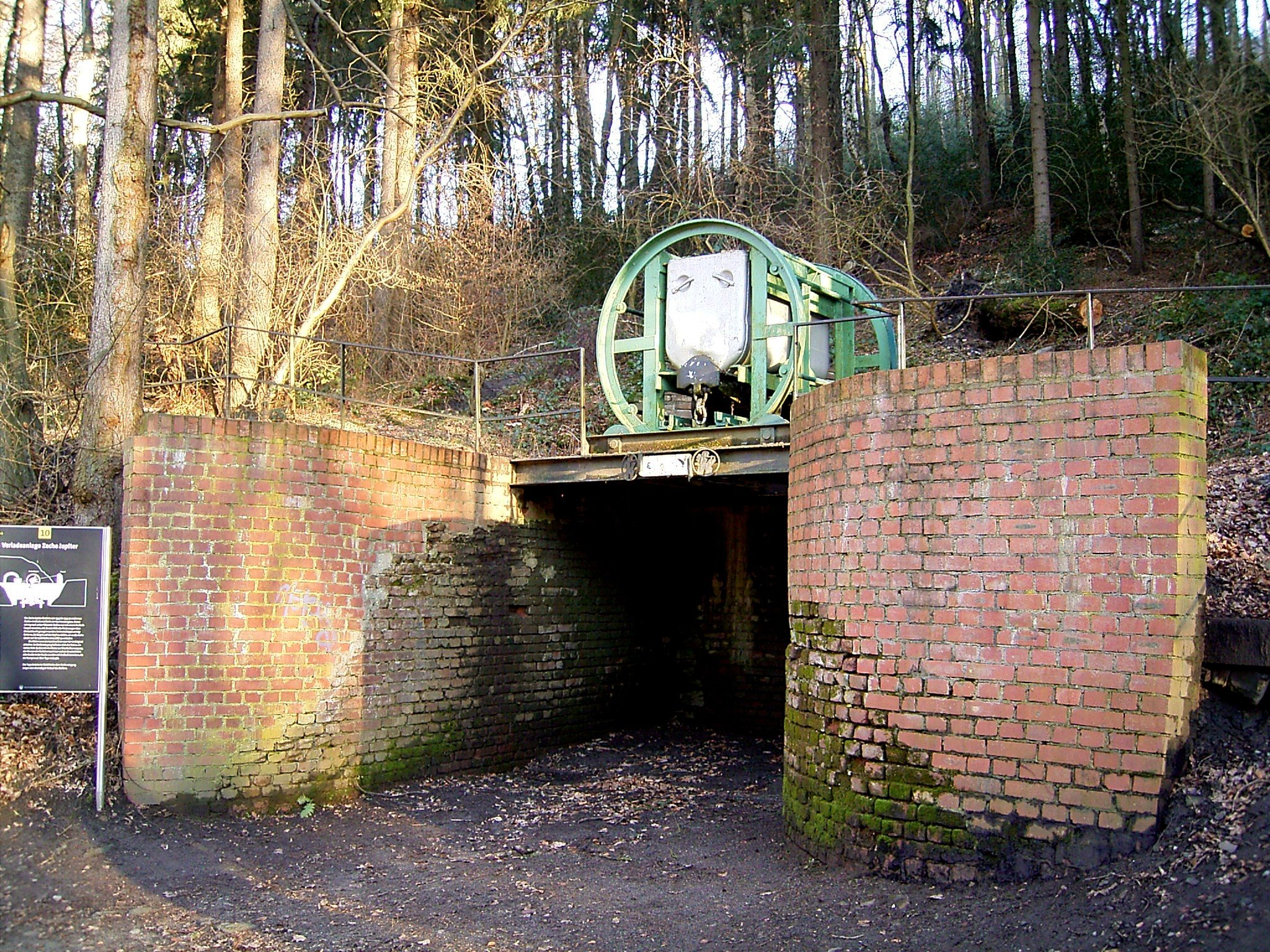
Gesamtansicht der Anlage
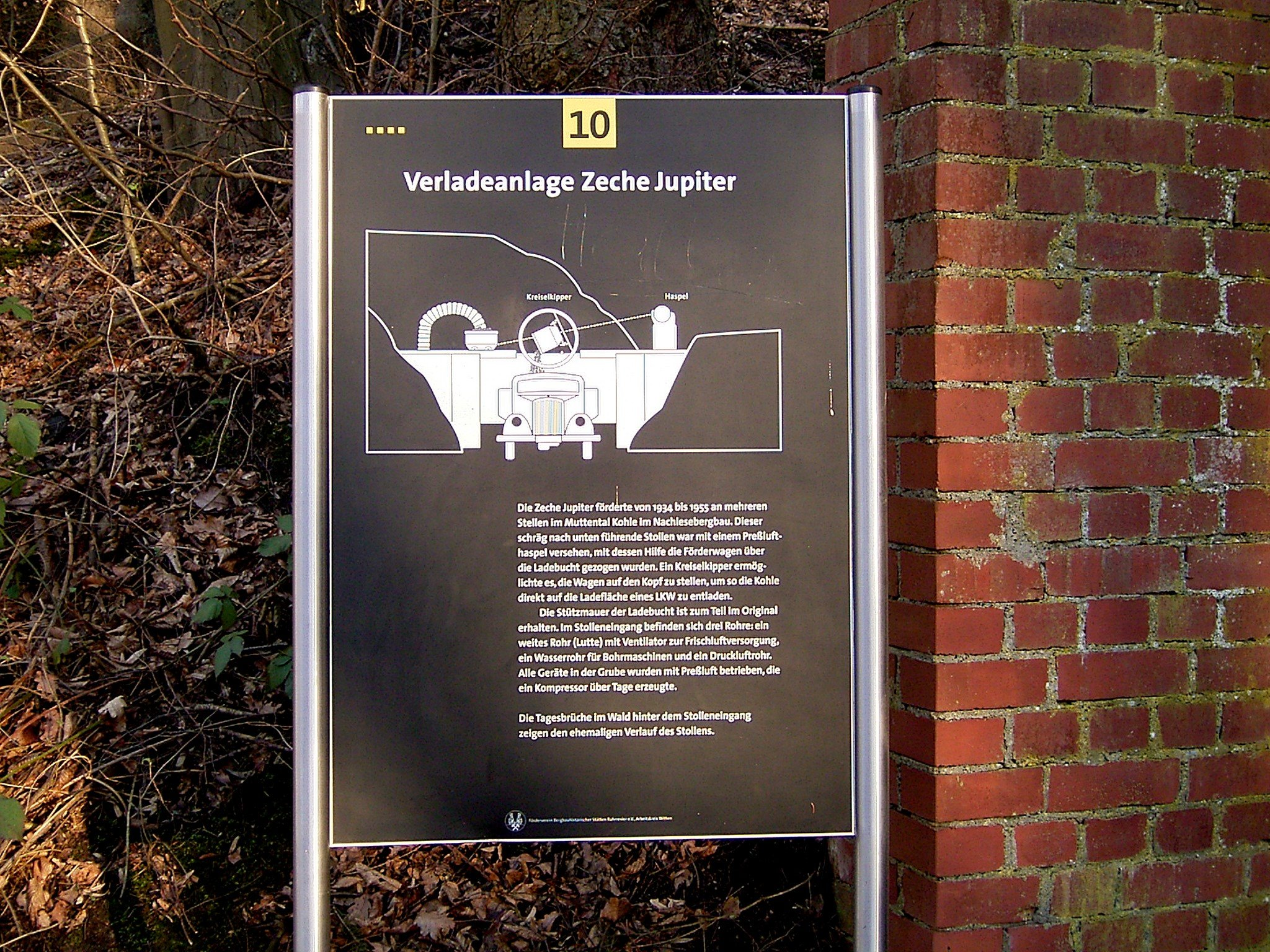
Beschreibung der Anlage

## Weitere bergbauliche Nutzung

### Muttental
Die Zeche Muttental in Witten-Bommern war eine Kleinzeche, Besitzer der Kleinzeche war die Dahmen & Wagener G.m.b.H. Die Kleinzeche, die zunächst als Schürfstelle eingerichtet war, entstand am 1. November des Jahres 1950 durch Übernahme der Berechtsame der Kleinzeche Jupiter. Diese Kleinzeche war am 31. Oktober desselben Jahres stillgelegt worden. Am 27. November 1950 erfolgte die Wiederinbetriebnahme. Zur Förderung war der Schacht Juno in Betrieb. Noch im Jahr der Wiederinbetriebnahme wurde mit 17 Bergleuten eine Förderung von 13.007 Tonnen Steinkohle erbracht. Dies war auch die maximale Förderung des Bergwerks. Am 1. Februar des Jahres 1952 wurde die Zeche durch die Renate Bergbaugesellschaft mbH erworben. In diesem Jahr wurden mit 58 Bergleuten 5636 Tonnen Steinkohle gefördert. Am 31. Dezember erfolgte die Stilllegung der Zeche Muttental. Am 1. Januar des Jahres 1954 wurde die Zeche Muttental umbenannt in Zeche Jupiter II.

### Jupiter II
Die Zeche Jupiter II in Witten-Bommern war eine Kleinzeche im Muttental. Die Zeche war auch unter dem Namen Zeche Bommerholz bekannt. Besitzer der Kleinzeche war die Gewerkschaft Jupiter. Die Zeche ist durch Umbenennung der stillgelegten Zeche Muttental entstanden. Am 1. Januar des Jahres 1954 wurde die Zeche wieder in Betrieb genommen. Zur Förderung war ein tonnlägiger Schacht vorhanden, dieser hatte eine Teufe von etwa 60 Metern und reichte bis ins Flöz Finefrau. Der Schacht war mit einem neuen Holzgerüst ausgestattet. Zeitweise erfolgte die Förderung auch im Schacht der Zeche Renate. Noch im selben Jahr wurden mit 68 Bergleuten 11.151 Tonnen Steinkohle gefördert. Am 11. Juli des Jahres 1955 ereignete sich auf der Zeche ein Grubenunglück, danach wurde die Zeche Jupiter II stillgelegt.

## Heutige Nutzung
Heute ist noch das Stollenmundloch der Zeche Jupiter vorhanden. Das Stollenmundloch liegt an der Muttentalstraße im Muttental. Es wurde im Jahr 1979 restauriert und ist heute die Station 10 des Bergbauwanderwegs Muttental. Außerdem ist noch die Kohlenverladestation der Zeche Jupiter erhalten.